# ایران در جام جهانی فوتبال ۲۰۰۶
تیم ملی ایران در جام جهانی ۲۰۰۶ این مقاله مرتبط با مشارکت‌های تیم ملی فوتبال ایران در جام جهانی فوتبال ۲۰۰۶ است.پوما اسپانسر لباس تیم ملی ایران در جام جهانی ۱۹۹۸ و ۲۰۰۶ بود. در جام جهانی ۱۹۹۸ و ۲۰۰۶، پوما طراحی و تولید لباس‌های تیم ملی ایران را برعهده داشت. در جام جهانی ۲۰۰۶، لباس تیم ملی ایران با طراحی ساده و رنگ‌های سفید، سبز و قرمز، طراحی شده توسط پوما، مورد استفاده قرار گرفت. 

## مقدماتی
در دور نخست ایران با قطر، لائوس و اردن هم‌گروه شد. تیم ایران ابتدا ۳–۱ قطر را برد، سپس لائوس را ۷–۰ شکست داد، بعد از دو پیروزی برابر اردن در ورزشگاه آزادی ۱–۰ شکست خورد. در دور برگشت بازی‌ها ایران در بازی نخست باید اردن را شکست می‌داد. فدراسیون توانست وحید هاشمیان (قهر کرده بود) را راضی کند تا پس از مدت‌ها به تیم ملی بازگردد. همین بازیکن در بازی با اردن با پاس گلی که در دقیقه ۸۱ به علی‌رضا واحدی نیکبخت داد زمینه‌ساز شکست اردن در خانه شد. این بازی با نتیجه ۲–۰ به پایان رسید و گل دوم را علی دایی در دقیقه ۹۰ ثبت کرد. در بازی بعدی با قطر هاشمیان بار دیگر درخشید و دو گل در دقایق ۸ و ۸۹ حضوری مؤثر و عالی داشت. نتیجه پایانی این بازی ۳–۲ به سود ایران بود. گل دوم ایران را آرش برهانی در دقیقه ۷۷ درون دروازه قطر جای داد. ایران در بازی آخر بار دیگر لائوس را ۷–۰ شکست داد و به عنوان تیم نخست گروه به دور بعدی صعود کرد.
در مرحله بعد ایران با ژاپن، کره شمالی و بحرین در یک گروه قرار گرفت. در دیدار نخست ایران برابر بحرین با نتیجه ۰–۰ متوقف شد. بازی دوم بار دیگر وحید هاشمیان درخشید، تیم ایران در این بازی توانست ژاپن را با ۲ گل هاشمیان ۲ بر ۱ شکست دهد. در بازی سوم مقابل کره شمالی، تیم ملی موفق شد با دو گل میزبان خود را مغلوب کند. گل‌های ایران را مهدوی‌کیا در دقیقه ۳۴ و نکونام در دقیقه ۸۰ درون دروازه کره جای دادند. بازی برگشت در مقابل کره شمالی با نتیجه ۱–۰ و گل دقیقه ۴۵ رحمان رضایی به سود ایران پایان پذیرفت
تا تیم ملی در بازی بعدی به مصاف تیم بحرین برود. ایران در صورت تساوی برابر بحرین هم بدون احتساب بازی پایانی برابر ژاپن به جام جهانی صعود می‌کرد. تیم ایران توانست این بازی را با گل دقیقه ۴۸ محمد نصرتی در آزادی برنده شود و به جام جهانی راه یابد. در بازی آخر این گروه ایران در یک دیدار تشریفاتی برابر میزبانش ژاپن ۲–۱ شکست خورد. تنها گل ایران را دایی در دقیقه ۷۸ از روی نقطه پنالتی درون دروازه ژاپن جای داد. بدین ترتیب ایران با ۱۳ امتیاز به عنوان تیم دوم گروه بعد از ژاپن راهی جام جهانی ۲۰۰۶ شد.

## دوره پایانی

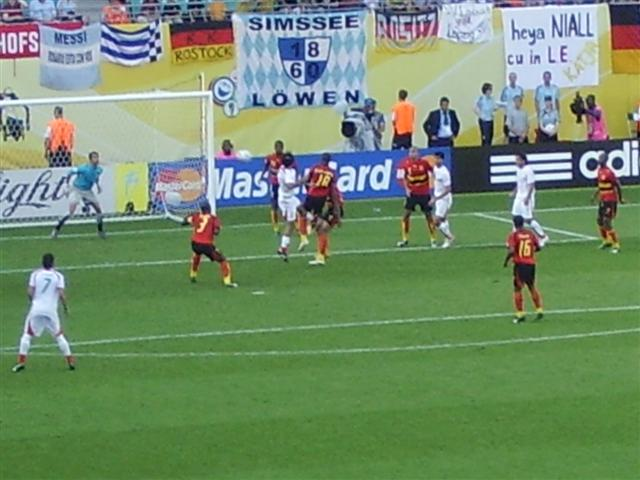
تیم ملی در برابرآنگولا در مسابقات جام جهانی فوتبال ۲۰۰۶.

ایران در جام جهانی به همراه پرتغال، آنگولا و مکزیک در گروه D این رقابت‌ها قرار گرفت. ایران پیش از ورود به آلمان نتوانست بازی‌های تدارکاتی مناسبی برگزار کند. به همین دلیل تیم ملی به آمادگی کامل نرسید و نتوانست نتایج خوبی در این مسابقات کسب کند.
ایران بازی نخست را ۲۱ خرداد (۱۱ ژوئن) در ورزشگاه نورنبرگ در حضور ۴۱۰۰۰ تماشاگر و برابر مکزیک برگزار کرد. ایران در نیمه اول بازی خوبی به نمایش گذاشت. نیمه دوم مکزیک سه تعویض انجام داد، و ایران دیگر نتوانست کاری از پیش ببرد. در پایان ایران با نتیجه ۳–۱ بازی را واگذار کرد. تک گل ایران را گل‌محمدی به ثمر رساند. پس از این بازی به شدت از حضور علی دایی در تیم انتقاد شد. این بازیکن در بازی بعد بر روی نیمکت نشست. دایی بعدها گفت برخی بازیکنان به وی پاس نمی‌دادند. در بازی دوم برابر پرتغال نیز ایران در نیمه نخست خوب ظاهر شد، اما در نیمه دوم باز هم نمایش ضعیفی ارائه داد و در پایان با نتیجه ۲–۰ این بازی را نیز باخت. بازی با پرتغال در فرانکفورت روز ۲۷ خرداد و در حضور ۴۸۰۰۰ تماشاگر برگزار شد. بازی سوم ایران روز ۳۱ خرداد در لایپزیک در حضور ۳۸۰۰۰ تماشاگر مقابل آنگولا انجام شد. در این بازی نیز ایران مقابل حریفی که نخستین حضور خود را در جام جهانی تجربه می‌کرد با نتیجه ۱–۱ متوقف شد. تنها گل ایران را سهراب بختیاری‌زاده به ثمر رساند. با این تساوی ایران تنها یک امتیاز کسب کرد و از راه‌یابی به دور بعد بازماند.
نمایش ضعیف ایران انتقادات مردم و مطبوعات را به دنبال داشت. استفاده از علی دایی که در آن زمان ۳۶ ساله بود، عدم استفاده از برخی بازیکنان، ضعف مهاجمان که هیچ گلی به ثمر نرساندند، ضعف جسمانی بازیکنان، فقدان انسجام تیمی و حاشیه‌های فراوان اطراف تیم ملی برخی از این انتقادات بود.

## ترکیب در جام جهانی
| شماره/نام      | شماره/نام                   | باشگاه       | تولد          | تعداد. بازی | تعداد. گل زده | کارت. زرد | کارت. قرمز |
| دروازه‌بان      | دروازه‌بان                   | دروازه‌بان    | دروازه‌بان     | دروازه‌بان   | دروازه‌بان     | دروازه‌بان | دروازه‌بان  |
| -------------- | --------------------------- | ------------ | ------------- | ----------- | ------------- | --------- | ---------- |
| ۱              | ابراهیم میرزاپور            | فولاد        | 16 اکتبر 1978 | ۳           | ۰             | ۰         | ۰          |
| ۲۲             | وحید طالب‌لو                 | استقلال      | 26 ژوئن 1982  | ۰           | ۰             | ۰         | ۰          |
| ۱۲             | حسن رودباریان               | پاس          | ۰۶٫۰۷٫۱۹۷۸    | ۰           | ۰             | ۰         | ۰          |
| مدافعان        |                             |              |               |             |               |           |            |
| ۳              | سهراب بختیاری‌زاده           | صبای قم      | 11 اکتبر 1972 | 2           | 1             | 0         | 0          |
| ۴              | یحیی گل‌محمدی                | صبای قم      | 16 آوریل 1971 | 2           | 1             | 1         | 0          |
| ۵              | رحمان رضایی (بازیکن فوتبال) | مسینا        | 20 مارس 1975  | 3           | 0             | 0         | 0          |
| ۱۳             | حسین کعبی                   | فولاد        | 23 اکتبر 1985 | 3           | 0             | 1         | 0          |
| ۱۹             | امیرحسین صادقی              | استقلال      | 6 اکتبر 1981  | 0           | 0             | 0         | 0          |
| ۲۰             | محمد نصرتی                  | پاس          | 10 فوریه 1982 | 3           | 0             | 0         | 0          |
| بازیکنان میانی |                             |              |               |             |               |           |            |
| ۲              | مهدی مهدوی‌کیا               | هامبورگ      | 24 اوت 1977   | 3           | 0             | 0         | 0          |
| ۶              | جواد نکونام                 | الشارجه      | 7 اکتبر 1980  | 2           | 0             | 2         | 0          |
| ۷              | فریدون زندی                 | کایزرسلاوترن | 26 مه 1979    | 2           | 0             | 1         | 0          |
| ۸              | علی کریمی                   | بایرن        | 8 دسامبر 1978 | 2           | 0             | 0         | 0          |
| ۱۴             | آندرانیک تیموریان           | ابومسلم      | 6 آوریل 1983  | 3           | 0             | 1         | 0          |
| ۱۸             | محرم نویدکیا                | بوخوم        | 1 دسامبر 1982 | 0           | 0             | 0         | 0          |
| ۲۱             | مهرزاد معدنچی               | پرسپولیس     | 10 فوریه 1985 | 3           | 0             | 2         | 0          |
| ۲۳             | مسعود شجاعی                 | سایپا        | 9 ژوئیه 1984  | 1           | 0             | 0         | 0          |
| مهاجمان        |                             |              |               |             |               |           |            |
| ۹              | وحید هاشمیان                | هانوفر ۹۶    | 21 اوت 1976   | 3           | 0             | 0         | 0          |
| ۱۰             | علی دایی (کاپیتان (فوتبال)) | صبا          | 21 آوریل 1969 | 2           | 0             | 0         | 0          |
| ۱۱             | رسول خطیبی                  | سپاهان       | 22 اکتبر 1978 | 2           | 0             | 0         | 0          |
| ۱۵             | آرش برهانی                  | پاس          | 14 اکتبر 1983 | 2           | 0             | 2         | 0          |
| ۱۶             | غلام‌رضا عنایتی              | استقلال      | 23 اکتبر 1976 | 0           | 0             | 0         | 0          |
| ۱۷             | جواد کاظمیان                | پرسپولیس     | 23 مه 1981    | 0           | 0             | 1         | 0          |
| سرمربی         |                             |              |               |             |               |           |            |
|                | برانکو ایوانکوویچ           |              | 27 مارس 1943  |             |               |           |            |

ک. ز = کارت زرد، ک. ق = کارت قرمز.

### هم‌گروهان
| تیم    | امتیاز | تعداد بازی | تعداد برد | تعداد مساوی | تعداد باخت | گل‌های زده | گل خورده | تفاضل گل |
| ------ | ------ | ---------- | --------- | ----------- | ---------- | --------- | -------- | -------- |
| پرتغال | ۹      | ۳          | ۳         | ۰           | ۰          | ۵         | ۱        | +۴       |
| مکزیک  | ۴      | ۳          | ۱         | ۱           | ۱          | ۴         | ۳        | +۱       |
| آنگولا | ۲      | ۳          | ۰         | ۲           | ۱          | ۱         | ۲        | -۱       |
| ایران  | ۱      | ۳          | ۰         | ۱           | ۲          | ۲         | ۶        | -۴       |

#### بازی نخست
ایران با مکزیک
دوشنبه، ۱۱ ژوئن، ۲۰۰۶–۱۸:۰۰
ورزشگاه فرانکن، نورنبرگ - تماشاگران: ۴۱٬۰۰۰
| مکزیک              | ۳ – ۱                                                     | ایران            |
| عمر براوو ۲۸' ۷۶'  | (1 – ۱)                                                   | یحیی گل‌محمدی ۳۶' |
| آنتونیو نیلسون ۷۹' | (Report) بایگانی‌شده در ۲۲ ژوئیه ۲۰۱۱ توسط Wayback Machine |                  |

| IRAN:             |    |                             |     |     |
|                   |    |                             |     |     |
| د. ب              | ۱  | ابراهیم میرزاپور            |     |     |
| د. ر              | ۱۳ | حسین کعبی                   |     |     |
| د؛ و              | ۴  | یحیی گل‌محمدی                |     |     |
| د؛ و              | ۵  | رحمان رضایی (بازیکن فوتبال) |     |     |
| د. چ              | ۲۰ | محمد نصرتی                  |     | '81 |
| RM                | ۲  | مهدی مهدوی‌کیا               |     |     |
| CM                | ۶  | جواد نکونام                 | '۵۵ |     |
| CM                | ۸  | علی کریمی                   |     | '62 |
| LM                | ۱۴ | آندرانیک تیموریان           |     |     |
| مها               | ۹  | وحید هاشمیان                |     |     |
| مها               | ۱۰ | علی دایی (کاپیتان)          |     |     |
| تعویضی‌ها:         |    |                             |     |     |
| MF                | ۲۱ | مهرزاد معدنچی               |     | '62 |
| مها               | ۱۵ | آرش برهانی                  |     | '81 |
| مربی:             |    |                             |     |     |
| برانکو ایوانکوویچ |    |                             |     |     |

- داور: روبرتو روزتی
- کمک داوران:
  - کریستیانو کاپلی 
  - Alessandro Stagnoli
- داور رسمی چهارم: Jerome Damon
- داور رسمی پنجم: Enock Molefe
- داوز ذخیره:  عمر براوو

#### بازی دوم
ایران با پرتقال
شنبه، ۱۷ ژوئن ۲۰۰۶–۱۵:۰۰
ورزشگاه کومرتسبانک آرنا، فرانکفورت - تماشاگران: ۴۸٬۰۰۰
| پرتغال                         | ۲ – ۰                                                    | ایران |
| دکو ۶۳'                        | (0 – ۰)                                                  |       |
| کریستیانو رونالدو ۸۰' (پنالتی) | (Report) بایگانی‌شده در ۲۶ ژوئن ۲۰۱۲ توسط Wayback Machine |       |

| ایران:            |    |                                 |     |     |
|                   |    |                                 |     |     |
| د/ز               | ۱  | ابراهیم میرزاپور                |     |     |
| م/ر               | ۱۳ | حسین کعبی                       | '۷۳ |     |
| م/و               | ۵  | رحمان رضایی (بازیکن فوتبال)     |     |     |
| م/و               | ۴  | یحیی گل‌محمدی (کاپیتان (فوتبال)) | '88 | '۸۸ |
| م/چ               | ۲۰ | محمد نصرتی                      |     |     |
| ه/دفا             | ۶  | جواد نکونام                     | '۲۰ |     |
| ه/دفا             | ۱۴ | آندرانیک تیموریان               |     |     |
| RW                | ۲  | مهدی مهدوی‌کیا                   |     |     |
| AM                | ۸  | علی کریمی                       |     | '65 |
| LW                | ۲۱ | مهرزاد معدنچی                   | '32 | '۶۶ |
| مها               | ۹  | وحید هاشمیان                    |     |     |
| Substitutions:    |    |                                 |     |     |
| MF                | ۷  | فریدون زندی                     |     | '65 |
| مها               | ۱۱ | رسول خطیبی                      |     | '66 |
| DF                | ۳  | سهراب بختیاری‌زاده               |     | '88 |
| مربی:             |    |                                 |     |     |
| برانکو ایوانکوویچ |    |                                 |     |     |

- داور: Éric Poulat
- کمک داوران:
  - Mohammed Guezzaz 
  - Brahim Djezzar
- Fourth official: Lionel Dagorne
- Fifth official: Vincent Texier
- داور ذخیره:  دکو

#### بازی سوم
ایران با آنگولا
چهارشنبه، ژوئن ۲۱, ۲۰۰۶–۱۶:۰۰
ورزشگاه ردبول آرنا (لایپزیگ), لایپزیگ - تماشاگران: ۳۸٬۰۰۰
| ایران                 | ۱ – ۱                                                     | آنگولا           |
| سهراب بختیاری‌زاده ۷۵' | (0 – ۰)                                                   | فلاویو آمادا ۶۰' |
|                       | (Report) بایگانی‌شده در ۲۲ ژوئیه ۲۰۱۱ توسط Wayback Machine |                  |

| ایران:            |    |                             |       |     |
|                   |    |                             |       |     |
| د/ب               | ۱  | ابراهیم میرزاپور            |       |     |
| م/ر               | ۱۳ | حسین کعبی                   |       | '67 |
| م/و               | ۳  | سهراب بختیاری‌زاده           |       |     |
| م/و               | ۵  | رحمان رضایی (بازیکن فوتبال) |       |     |
| م/چ               | ۲۰ | محمد نصرتی                  |       | '13 |
| CM                | ۱۴ | آندرانیک تیموریان           | '۵۵   |     |
| CM                | ۷  | فریدون زندی                 | '۹۰+۱ |     |
| RW                | ۲  | مهدی مهدوی‌کیا               |       |     |
| AM                | ۹  | وحید هاشمیان                |       | '39 |
| LW                | ۲۱ | مهرزاد معدنچی               | '۳۷   |     |
| مها               | ۱۰ | علی دایی (کاپیتان (فوتبال)) |       |     |
| تعویضی‌ها:         |    |                             |       |     |
| MF                | ۲۳ | مسعود شجاعی                 |       | '13 |
| مها               | ۱۱ | رسول خطیبی                  |       | '39 |
| مها               | ۱۵ | آرش برهانی                  |       | '67 |
| سرمربی:           |    |                             |       |     |
| برانکو ایوانکوویچ |    |                             |       |     |

- داور: مارک شیلد
- داور کمک:
  - Nathan Gibson 
  - Ben Wilson
- داور چهارم: کارلس سیمن
- داور پنجم: Aristeu Tavares
- داور ذخیره:  زی کلانگا